# Jewgienij Kumming
Jewgienij Lwowicz Kumming, ros. Евгений Львович Кумминг, Eugen Kumming (ur. 1899, zm. 1980) – emigracyjny poeta, publicysta i pisarz, cywilny specjalista Wehrmachtu podczas II wojny światowej, działacz antykomunistyczny
W 1920 r. w Rosji współtworzył grupę poetycką "Зеленая мастерская". W 1921 r. wyjechał do Niemiec, gdzie został współpracownikiem berlińskiej gazety "Rul". Był autorem licznych artykułów dotyczących m.in. represji bolszewickich. W latach 1933–1934 pełnił funkcję redaktora naczelnego pisma "Nowe Słowo". W 1940 r. został zmobilizowany do Wehrmachtu jako Sonderführer. Uczył języka rosyjskiego na kursach wojskowych, zaś po ataku wojsk niemieckich na ZSRR 22 czerwca 1941 r. służył na froncie w charakterze tłumacza. Brał udział w przesłuchaniach jeńców wojennych – czerwonoarmistów. Był autorem słowników języka rosyjskiego dla celów wojskowych. Pod koniec kwietnia 1945 r. brał udział w tzw. powstaniu antyhitlerowskim w Monachium, po upadku którego był zmuszony ukrywać się do końca wojny. Po jej zakończeniu próbował utworzyć Niemiecką Komisję Prasową do spraw Zbadania Przestępstw Nazistowskich w Obozach Jenieckich i na Terenach Okupowanych. W latach 50. pisał liczne artykuły w emigracyjnej prasie rosyjskiej. W latach 1953–1954 pracował w Radiu "Wolna Europa". Jednocześnie został zaangażowany przy skierowanym przeciwko Sowietom tzw. Projekcie Harvardzkim, realizowanym pod egidą US Army i CIA. Od 1955 r. współpracował z monachijskimi pismami "Swoboda" i "Der Antikommunist".